# João António Lobo de Moura
João António Lobo de Moura (São Petersburgo, 5 de Julho de 1810 — São Petersburgo, 22 de Janeiro de 1868), 1.º visconde de Moura (e único do título) foi um aristocrata português, nascido na Rússia, que se notabilizou no campo da diplomacia, tendo sido embaixador de Portugal junto da Corte Russa. Em Portugal exerceu as funções de deputados às Cortes Portuguesas e pertenceu ao Conselho de Sua Majestade Fidelíssima. Foi comendador da Ordem de Cristo e grã-cruz das Ordens de Santa Ana e de Ordem de Santo Estanislau da Rússia.

## Biografia
Nasceu na capital imperial russa de São Petersburgo, filho do diplomata português José Joaquim Ferreira de Moura e de sua esposa Maria Perpétua Lobo. Cresceu na Rússia, onde fez os seus estudos, e onde casou com Anna Alexandrovna Apraksina, que viria a ser a 1.ª Condessa de Moura. Teve uma relação com Ana Isabel Pusich, irmã de Antónia Pusich, da qual nasceu o intelectual membro do Cenáculo João Eduardo Lobo de Moura.